# Adriano Coduri
Adriano Coduri (Mendrisio, 15 luglio 1937) è un ex calciatore svizzero, di ruolo difensore.

## Carriera

### Club
Bandiera del Lugano, vanta 2 presenze nella Coppa UEFA 1971-1972 contro il Legia Varsavia (1-3). Nel 1968 vinse la Coppa di Svizzera.

### Nazionale
Il 16 maggio 1959 gioca la sua unica partita con la Nazionale a Ginevra contro il Portogallo (4-3).

## Palmarès

### Club

#### Competizioni nazionali
- Coppa Svizzera: 1

Lugano: 1967-1968